# Verwaltungsgliederung Mosambiks

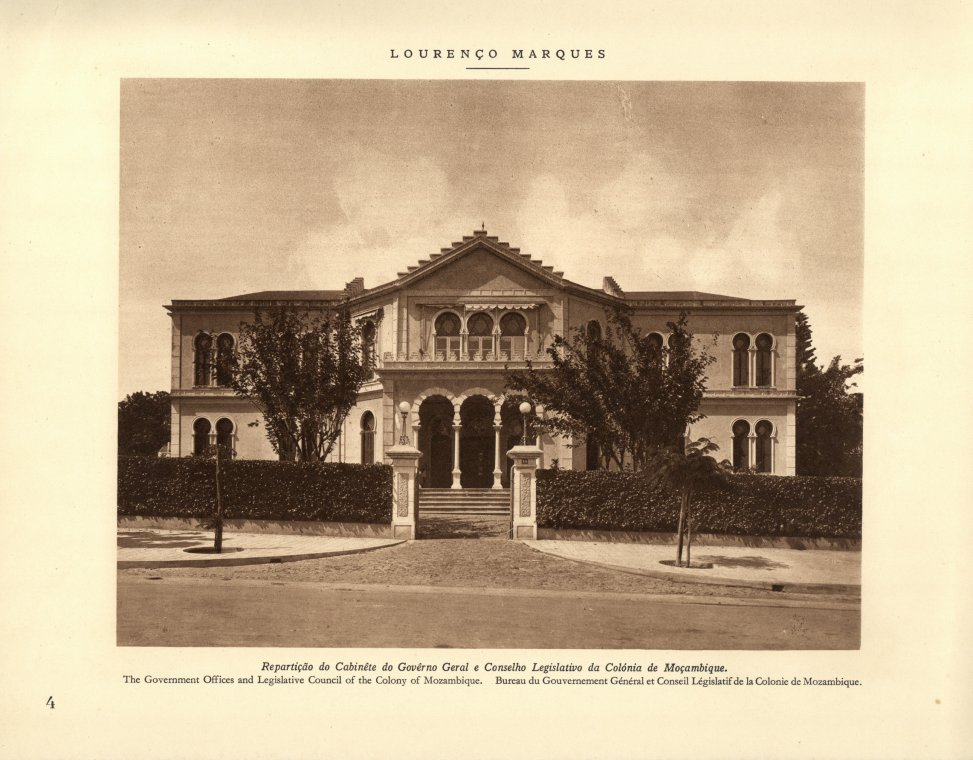
Verwaltungsgebäude des Generalgouvernements der Kolonie Mosambik (1929)

Die Verwaltungsgliederung Mosambiks ist die vertikale administrative Struktur der Republik Mosambik. Das Land liegt im Südosten des afrikanischen Kontinents, am Indischen Ozean.
Mosambik ist in elf Provinzen gegliedert, die in insgesamt 141 Distrikte, und diese in insgesamt 415 Verwaltungsposten untergliedert sind. In den 415 Verwaltungsposten liegen 1024 Ortschaften, die Localidades, die in der Regel mehrere Dörfer (Aldeias) umfassen.

## Geschichte

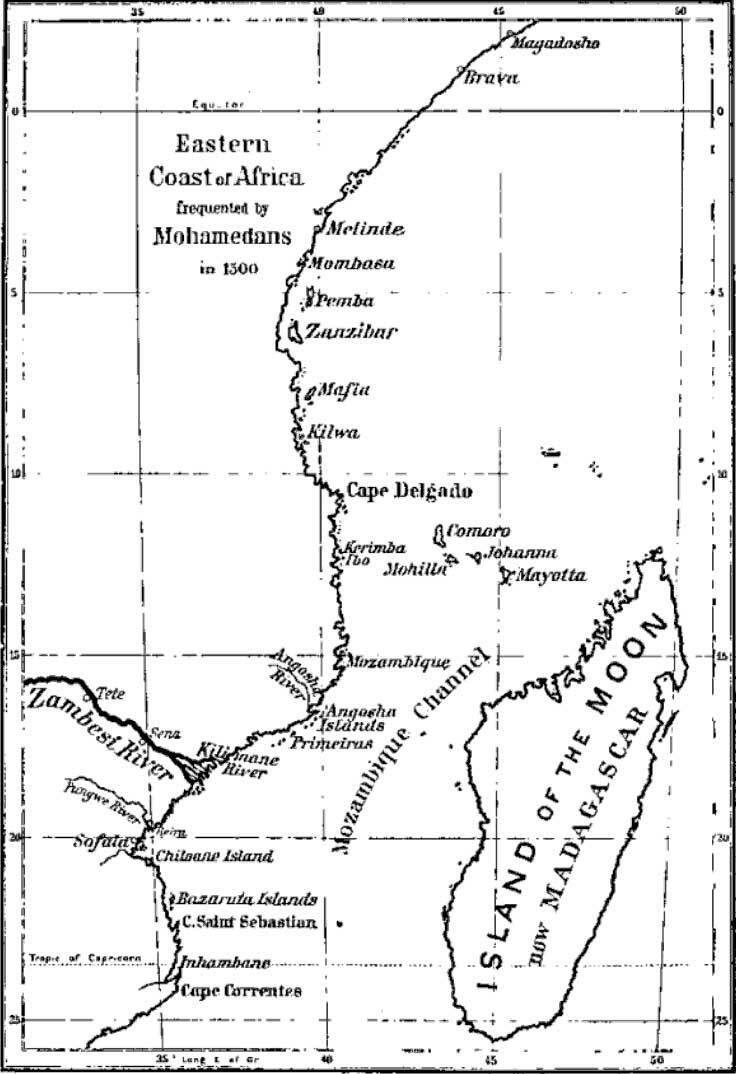
Die Küste Mosambiks um 1500 (Karte von 1902)

Seit der Ankunft Vasco da Gamas 1498 weitete die Kolonialmacht Portugal ihre Kontrolle über Mosambik schrittweise aus. Zur Verwaltung wurden „Kapitänien“ (Capitanias) eingerichtet, deren Regenten, die „Kapitäne“, dem portugiesischen Vizekönigreich Goa unterstanden. 1752 richtete die portugiesische Krone eine eigenständige Verwaltung für Mosambik ein, nunmehr unabhängig von Goa. Erst im Zeichen des imperialistischen Zeitgeistes in Europa setzte Portugal in der zweiten Hälfte des 19. Jahrhunderts seine tatsächliche Kontrolle auch über das Hinterland Mosambiks in Feldzügen gegen lokale Herrscher und Königreiche durch, und die endgültigen Grenzen wurden parallel in Verhandlungen vor allem mit dem britischen Königreich festgelegt.
Um seine Schwierigkeiten bei der Kontrolle der Gebiete im Landesinneren zu überwinden, vergab Portugal eine Reihe Privilegien und Konzessionen an Handelsgesellschaften, insbesondere die Companhia de Moçambique und die Companhia do Niassa, die von britischem Kapital dominiert wurden. Deren Einfluss wurde 1942 durch Nichterneuerung der Konzessionen beendet, im Zuge der zunehmenden Aufmerksamkeit des Salazar-Regime Portugals auf seine Überseebesitzungen.
Ab 1. Januar 1943 war die Kolonie in vier Provinzen unterteilt.
- Sul do Save – das Gebiet südlich des Save (1954 aufgeteilt in Lourenço Marques, Gaza und Inhambane)
- Beira, ab 1947 Manica e Sofala – von 1891 bis 1941 Gebiet der Companhia de Moçambique
- Zambezia (Quelimane, Tete), von 1892 bis 1942 Gebiet der Companhia da Zambézia
- Niassa, von 1891 bis 1929 Gebiet der Niassa Company

Ab 1951 bezeichnete Portugal seine Kolonien als Überseeprovinzen.
Damit sollte dem zunehmenden internationalen Druck im Rahmen der beginnenden Dekolonisation Afrikas begegnet und ein Beitritt zu den Vereinten Nationen vorbereitet werden. Da nun das gesamte Mosambik als portugiesische Provinz angesehen wurde, wurden die vier 1943 eingerichteten Provinzen entsprechend der Verwaltungsgliederung Portugals in Distrikte (Distritos) umbenannt. Darunter wurden Kreise (Concelhos) eingerichtet.
| Distrikte der portugiesischen Überseeprovinz Mosambik (Stand 1970) | Distrikte der portugiesischen Überseeprovinz Mosambik (Stand 1970)                                                         | Distrikte der portugiesischen Überseeprovinz Mosambik (Stand 1970) | Distrikte der portugiesischen Überseeprovinz Mosambik (Stand 1970) | Distrikte der portugiesischen Überseeprovinz Mosambik (Stand 1970) |
| ------------------------------------------------------------------ | --- | ------------------------------------------------------------------ | ------------------------------------------------------------------ | ------------------------------------------------------------------ |
| Nr.                                                                | Name | Einwohnerzahl                                                      | Größe in km²                                                       | Hauptstadt                                                         |
| 1                                                                  | Lourenço Marques (heute Provinz Maputo)                                                                                    | 799.358                                                            | 26.358                                                             | Lourenço Marques (heute Maputo)                                    |
| 2                                                                  | Gaza | 753.347                                                            | 75.709                                                             | João Belo (heute Xai-Xai)                                          |
| 3                                                                  | Inhambane | 746.711                                                            | 68.615                                                             | Inhambane                                                          |
| 4                                                                  | Beira (heute Provinz Sofala) (1970 aus Distrikt Manica e Sofala hervorgegangen)                                            | 658.137                                                            | 71.719                                                             | Beira                                                              |
| 5                                                                  | Vila Pery (heute Provinz Manica) (1970 aus Distrikt Manica e Sofala hervorgegangen)                                        | 367.417                                                            | 50.876                                                             | Vila Pery (heute Chimoio)                                          |
| 6                                                                  | Tete mit der 1970 angegliederten Circunscrição (Bezirk) Mungári                                                            | 551.888                                                            | 107.808                                                            | Tete                                                               |
| 7                                                                  | Zambezia | 1.756.864                                                          | 107.808                                                            | Quelimane                                                          |
| 8                                                                  | Moçambique wurde 1974 in die Distrikte Nampula und Ilha aufgeteilt, 1986 wurde die Abtrennung von Ilha rückgängig gemacht. | 1.735.206                                                          | 105.008                                                            | Nampula                                                            |
| 9                                                                  | Cabo Delgado | 567.478                                                            | 82.625                                                             | Porto Amélia (heute Pemba)                                         |
| 10                                                                 | Niassa | 297.478                                                            | 129.056                                                            | Vila Cabral (heute Lichinga)                                       |

Die geographisch-administrative Gliederung aus der portugiesischen Kolonialzeit wurde nach der Unabhängigkeit im Wesentlichen beibehalten. So wurden die portugiesischen Distrikte 1978 zu Provinzen, aus den früheren Kreisen (Concelhos) und einfacheren Bezirken (Circunscrições) wurden Distrikte (Distritos), und die kolonialen Verwaltungsposten (Postos administrativos) wurden zu Ortschaften (Localidades), die unterste Stufe der Verwaltungsgliederung Mosambiks. Die Volksrepublik Mosambik und nach ihrem Ende 1990 die Republik Mosambik führten einige Änderungen in der Verwaltungsstruktur durch, etwa die Wiedereinführung der Verwaltungsposten (Postos Administrativos), denen die Ortschaften (Localidades) zugeordnet wurden. Auch auf Grund von Bevölkerungsverschiebungen und unterschiedlichen Entwicklungen im Land wurden Änderungen nötig. So wiesen einige Verwaltungsposten 2007 eine vielfach höhere Bevölkerung auf als ganze Provinzen. Die letzte Änderung wurde im März 2013 durchgeführt, als die Zahl der Distrikte um 13 erhöht wurde, in dem elf vormalige Verwaltungsposten zu Distrikten erhoben und die beiden Distrikte Ilha de Moçambique und Quelimane wiederhergestellt wurden, nach ihrer Auflösung 1986.
Seit 1998 wird parallel mit der Einrichtung von Kreisverwaltungen (Municípios) die Dezentralisierung der Verwaltungsstrukturen im Land zur Etablierung einer Kommunalen Selbstverwaltung betrieben. Nach den umstrittenen Wahlen zur Einführung 1998 fanden 2003 erstmals umfassende Kommunalwahlen in Mosambik statt, die seither alle fünf Jahre abgehalten werden. Auch aus den Kommunalwahlen 2013 ging die Regierungspartei FRELIMO zuletzt als deutliche Siegerin hervor.

## Verwaltungsgliederung heute

### Die Provinzen

Mosambik und seine Provinzen

Mosambik ist in elf Provinzen (Províncias) aufgeteilt, nach der Unabhängigkeit des Landes im Jahre 1975, die höchsten Stufen der Verwaltungsgliederung des Landes. Sie entsprechen in etwa den NUTS-1-Regionen in Europa, in Deutschland beispielsweise sind dies die Bundesländer. Neben den zehn Flächenprovinzen hat auch die Hauptstadt Maputo Provinzstatus.

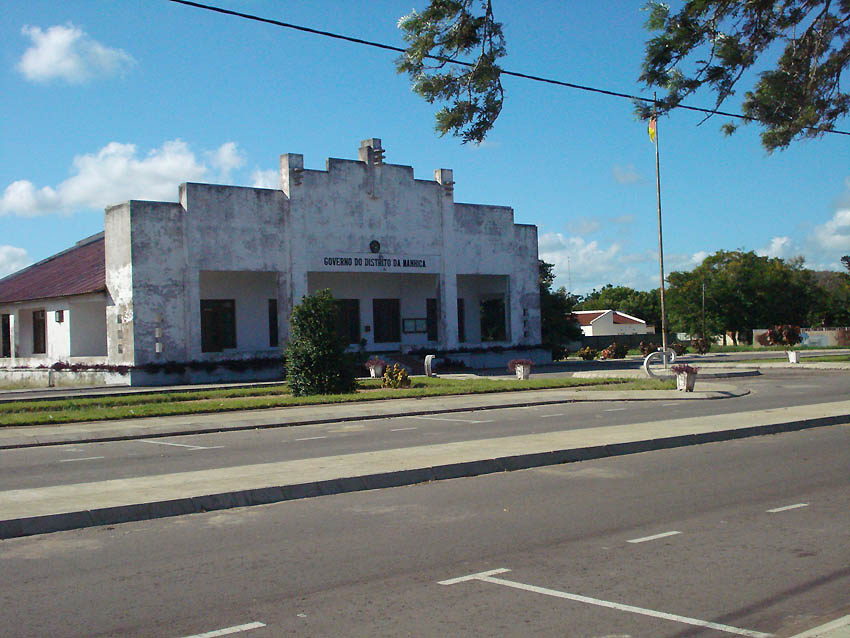
Die Distriktverwaltung von Manhiça

| Lage | Provinz        | Hauptstadt |
| ---- | -------------- | ---------- |
|      | Cabo Delgado   | Pemba      |
|      | Gaza           | Xai-Xai    |
|      | Inhambane      | Inhambane  |
|      | Manica         | Chimoio    |
|      | Provinz Maputo | Matola     |
|      | Maputo         | Maputo     |
|      | Nampula        | Nampula    |
|      | Niassa         | Lichinga   |
|      | Sofala         | Beira      |
|      | Tete           | Tete       |
|      | Zambezia       | Quelimane  |

### Die Distrikte
Die elf Provinzen sind inzwischen in 141 Distrikte (Distritos) untergliedert. Diese sind die zweite Stufe des vertikalen Verwaltungsaufbaus in Mosambik und entsprechen damit in etwa den europäischen NUTS-2-Regionen, beispielsweise den deutschen Regierungsbezirken.
Seit März 2012 sind die Kriterien für Distrikte konkretisiert worden. So sollte ein Distrikt eine Fläche zwischen 2.000 und 20.000 km² umfassen. Zudem sollte ein Distrikt in einer Provinz mit hoher Bevölkerungsdichte eine Einwohnerzahl von mindestens 100.000, in einer Provinz mit mittlerer Bevölkerungsdichte eine Einwohnerzahl von mindestens 40.000, und in einer Provinz mit geringer Bevölkerungsdichte eine Einwohnerzahl von mindestens 10.000 aufweisen.

### Die Verwaltungsposten

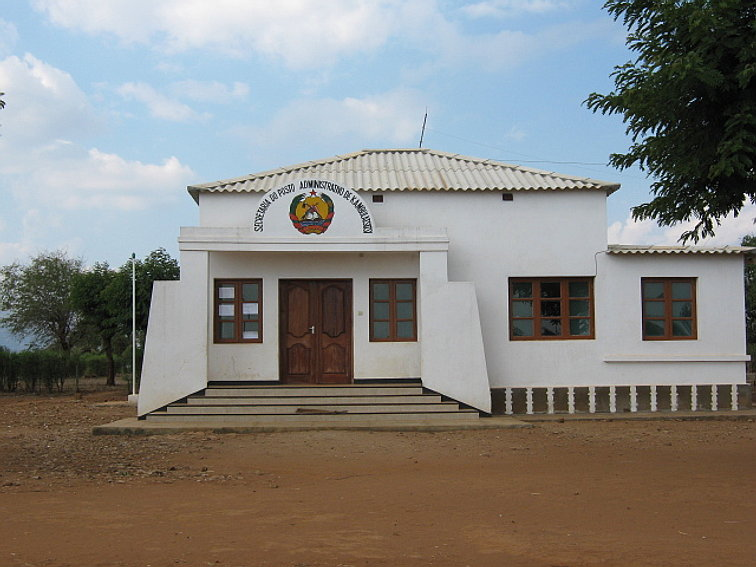
Gebäude des Posto administrativo von Kambulatsitsi, Distrikt Moatize

Die 141 Distrikte sind in insgesamt 415 Postos administrativos (Verwaltungsposten) aufgeteilt. Sie stellen die dritte Stufe der Verwaltung Mosambiks dar und sind in etwa den europäischen NUTS-3-Regionen vergleichbar, und damit z. B. den in Deutschland üblichen Landkreisen.
Seit März 2012 sind auch die Kriterien für Verwaltungsposten konkretisiert worden. So sollte ein Posto administrativo eine Fläche zwischen 1000 und 5000 km² und eine Einwohnerzahl zwischen 2.000 und 50.000 umfassen.
Am 18. Februar 2014 hat der Ministerrat der Regierung Mosambiks eine Gesetzesvorlage zur Einrichtung neuer Verwaltungsposten beschlossen, die dem Parlament vorgelegt werden soll. Details zu den neuen Postos administrativos wurden der Öffentlichkeit dabei noch nicht bekannt gegeben.

### Die Ortschaften
Innerhalb der 415 Verwaltungsposten sind 1024 Ortschaften als Localidades (Ortschaften) angesiedelt. Die Localidades sind die unterste Stufe der staatlichen Verwaltungsgliederung Mosambiks und werden vom Gesetzgeber als Basis der administrativen Gliederung bezeichnet. Sie entsprechen beispielsweise in Deutschland den Gemeinden.
Die Localidades umfassen die in ihrem Verwaltungsgebiet liegenden ländlichen Dörfer (Aldeias). Weisen sie erste Anzeichen einer Urbanisierung auf, so werden sie als Povoação geführt. Noch aus der Zeit portugiesischer Kolonialverwaltung stammen die Einordnungen größerer Povoações in Kleinstädte (Vilas) und Städte (Cidades). In Mosambik existieren 23 Cidades und 68 Vilas (Stand 2013). Diese Bezeichnungen fungieren nur als Titel und haben keine weitergehenden administrativen Kompetenzen als die einer einfachen Povoação. Bedeutung erlangen die Povoações, Vilas und Cidades nur im Rahmen der Kommunalen Selbstverwaltung (siehe Kapitel Kommunale Selbstverwaltung).
Seit März 2012 sind die Kriterien für Ortschaften konkretisiert worden. So sollte eine Localidade eine Fläche zwischen 500 und 2000 km² und eine Einwohnerzahl zwischen 1.000 und 10.000 umfassen. Eine einzelne Povoação innerhalb der Localidades umschließt zwischen 100 und 700 km² mit einer Einwohnerzahl zwischen 100 und 3000.

## Kommunale Selbstverwaltung

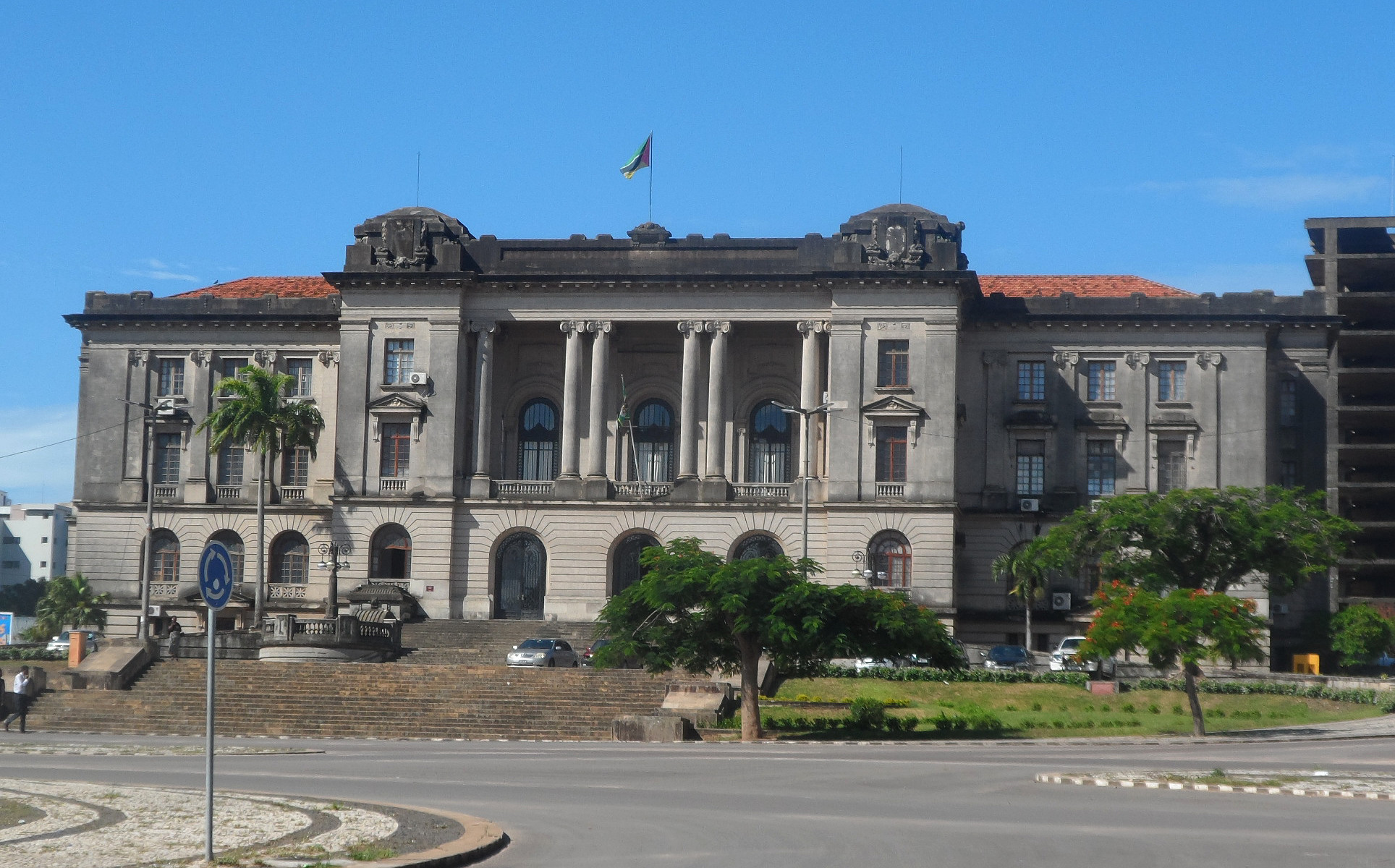
Das Rathaus in Maputo, Sitz des Municípios von Maputo

Mosambik strebt eine Dezentralisierung seiner Verwaltungsstrukturen an. Dazu wird die Kommunale Selbstverwaltung schrittweise ausgebaut. 1998 wurden die ersten 33 Kreise (Municípios) in den wichtigsten Städten eingerichtet. 2003 fanden die ersten Kommunalwahlen in Mosambik statt. Seither wurde die Zahl der Autarquias weiter erhöht. Nachdem 2007 zehn neue Kreise eingerichtet wurden, entstanden 2013 weitere zehn, so dass inzwischen 53 Kreise bestehen (Stand 2014).
Bei den Kommunalwahlen in Mosambik 2013 erlangte die FRELIMO in 50 Kreisen die Mehrheit, während die MDM die Kreise Beira, Nampula und Quelimane für sich entschied. Die RENAMO boykottierte die Wahl und verlor in der Folge alle ihre 100 Sitze in den verschiedenen Kreisen.

## Traditionelle Verwaltungsstrukturen
Parallel zur staatlichen Verwaltungsgliederung haben sich im ländlichen Raum Mosambiks traditionelle, auf Ethnien und Stämmen basierende, lokale Verwaltungsstrukturen gehalten. Im Verlauf des portugiesischen Kolonialkriegs in Mosambik ab 1964 und insbesondere nach der Unabhängigkeit 1975 wertete die Unabhängigkeitsbewegung und spätere Regierungspartei FRELIMO die traditionellen Oberhäupter als überwiegend reaktionär und der Entwicklung einer modernen demokratischen Gesellschaft hinderlich, während die oppositionelle RENAMO ihre Nähe suchte. Die Skepsis der FRELIMO gegenüber den traditionellen lokalen Oberhäuptern, den Régulos, erklärt sich aus deren Rolle im Kolonialsystem der Portugiesen, wo sie häufig als Cabos-de-terra Aufgaben eines Vorarbeiters und in der Rekrutierung von Zwangsarbeitern innehatten.
Nach dem Mosambikanischen Bürgerkrieg (1977–1992) begann sich die Einstellung der FRELIMO-Regierung zu ändern. 1995 erklärte Präsident Joaquim Chissano, die traditionellen Autoritäten seien erwünscht. Nachdem bereits 1994 die traditionellen Autoritäten erste gesetzliche Anerkennung erfuhren, wurde 1997 mit dem Gesetz Nr. 2/97 ihr Einfluss auf die Politik in den Kommunen geregelt. So haben die staatlichen Institutionen die Möglichkeit, nicht aber die Pflicht, die traditionellen Autoritäten in anstehenden Entscheidungen zu konsultieren. Damit soll dem regional unterschiedlichen Einfluss der traditionellen Oberhäupter auf die Bevölkerung Rechnung getragen werden.